# Meilleur catel
Pour les articles homonymes, voir Catel.
Le droit du meilleur catel est un droit féodal issu de l'évolution du droit de mainmorte, ceci sous une forme plus limitée. En vertu de ce droit, un seigneur suzerain disposait du droit de choisir le meilleur meuble ou la meilleure tête de bétail (catel) du mobilier au décès de ses vassaux et de ses serfs .

## Plaids de cattel
Sur l'île de Jersey, les plaids de catel consistaient en des audiences (plaids) tenues par la cour royale (dénommée pour l'occasion, cour de cattel) pour le jugement des différends mobiliers ou criminels. Ces plaids de cattel ont été abolis en 1862.

## Étymologie
Catel ou cattel est une ancienne forme du mot cheptel. Tous deux proviennent du latin capitale (dérivé de caput, la tête), c'est-à-dire le capital, l'avoir.

### Sources
- Le Petit Mourre, dictionnaire d'Histoire universelle.
- Le Littré, tome I, 1873.